# Karl von Waldburg-Zeil
Pour les articles homonymes, voir Waldburg-Zeil.
Karl Joseph Franz Wilhelm Georg Christian von Waldburg-Zeil puis, plus tard, également comte von Waldburg-Syrgenstein, né le 18 décembre 1841 au château de Neutrauchburg, près d'Isny im Allgäu et mort le 30 janvier 1890 près de Heimenkirch, est un officier et naturaliste allemand. 
Il s'est fait connaître grâce à ses voyages de recherche au Spitzberg et en Sibérie en 1870, 1876 et 1881.

## Biographie
Il est le troisième fils du prince Constantin von Waldburg-Zeil (de) et de son épouse la princesse Maximiliane, née comtesse von Quadt-Wyckradt-Isny. Il fréquente l'école fondée par son père à Neutrauchburg, qui accueille des enfants de familles nobles et bourgeoises puis poursuit ses études à l' établissement d'enseignement Stella Matutina du Collège des Jésuites de Feldkirch dans le Vorarlberg.
Les projets de sa mère de le former à devenir prêtre dans l'Église catholique romaine échouent. En raison de ses opinions libérales, il se détourne de l'Église catholique. Sur le plan politique également, il adopte de plus en plus des positions libérales. Il est particulièrement influencé par les conférences de l'historien de Leipzig Heinrich Wuttke sur la Révolution française. Lors de conversations personnelles avec Wuttke, Karl von Waldburg-Zeil exprime son désir de voyager dans des pays et des continents étrangers et d'étudier très tôt leur culture.
Après avoir obtenu son diplôme d'études secondaires, il étudie la foresterie aux académies de Hohenheim/Wurtemberg et de Tharandt. Les connaissances scientifiques qu'il acquiert l'aident lors de ses voyages de recherche ultérieurs. Après d'autres semestres à l'Université de Leipzig, il se lance dans une carrière militaire. Jusqu'en 1870/71, il appartient au 2e bataillon Württemberg Jäger en tant que oberleutnant et devient finalement hauptmann dans la garde du palais royal à Stuttgart. En 1888, il se retire du service militaire avec le grade de major.

### Spitzberg
Dès août 1865, le géographe de Gotha August Petermann a appelé à une première expédition allemande au pôle Nord. Le but de ce voyage d'importance nationale est l'acquisition de nouvelles connaissances géographiques et scientifiques. Le premier voyage de recherche sous le commandement du capitaine Karl Koldewey commence en 1868 mais, en raison de difficultés imprévues, il fait revenir avec presque aucun résultat. Un autre voyage, financé par le Comité de Brême pour un deuxième voyage polaire allemand et effectué en 1869-1870, a beaucoup plus de succès. Plusieurs petites entreprises suivent. Cette série comprend également le voyage du comte de Waldburg-Zeil au Spitzberg, qu'il entreprend en 1870 en compagnie de Theodor von Heuglin, sur un navire piloté par Isak Nils Isaksen. Waldburg-Zeil et von Heuglin visitent principalement la partie orientale du Spitzberg. Les résultats de leurs recherches ont été importants tant pour la cartographie de cette région que pour les sciences nautiques, auxquelles ils ont fourni de nombreuses informations sur les courants et les conditions des glaces dans cette partie de la mer du Nord. Un archipel de Freemansund entre les îles d'Edgeøya et de Barentsøya porte son nom : Zeiløyane.

### Ienisseï
Dans les années qui ont suivi la guerre franco-prussienne, le Bremen Polar Club abandonne son objectif précédent d'explorer davantage les régions polaires. D'une part, cela est dû aux fonds limités mis à la disposition de l'association par l'État. En revanche, les expéditions en mer du Nord semblent de moins en moins intéressantes aux membres de l'association, tournés vers les affaires. Les marchands de Brême considèrent les régions subarctiques d'Asie - y compris l'embouchure du fleuve Ienisseï - comme plus importantes. Déjà en 1875, le Suédois Adolf Erik Nordenskiöld effectue une expédition réussie dans cette région. La possibilité d'une circumnavigation septentrionale du continent asiatique est découverte, ainsi que des routes maritimes et fluviales reliant l'Europe occidentale à la Sibérie russe, voire à la Chine et à d'autres pays de l'Extrême-Orient.
Dirigé par le savant de Brême Otto Finsch, le comte von Waldburg-Zeil se rend dans la région de Ienisseï avec Alfred Brehm, qui fondera plus tard les Brehms Tierleben. Les liens que von Waldburg-Zeil a avec la cour du tsar russe via la reine Olga de Wurtemberg se sont avérés très utiles au cours de ce voyage de recherche. En raison du rendement extraordinairement riche en termes de sciences naturelles et d'ethnographie, cette deuxième expédition de Waldburg-Zeils est célébrée comme un grand succès.

### Sibérie
Le dernier grand voyage entrepris par von Waldburg-Zeil est celui de Ludwig Knoop qui a engagé des voyages commerciaux entre la Weser et le Ienisseï pendant plusieurs années. L'objectif de ce nouveau voyage en Sibérie est d'explorer plus intensément la route maritime subpolaire libre de glace découverte par Nordenskjöld. Bien que le voyage ait été un succès en 1881, les résultats sont mineurs. Trop souvent, des barrières de glace ont barré le chemin. Ludwig Knoop décide en 1884 - notamment en raison de ces résultats de recherche - d'arrêter de voyager en Sibérie occidentale. Le gouvernement russe s'est également tourné vers un autre plan d'ouverture de la région asiatique à la Russie : la construction du Chemin de fer transsibérien.
En 1879, il von Waldburg-Zeil élu membre de la Leopoldina.
De retour de son premier voyage en Sibérie en 1876, le comte von Waldburg-Zeil fait la connaissance de sa cousine Sophie von Waldburg-Syrgenstein (de). Ce n'est qu'après une longue cour de sa part qu'elle consent aux fiançailles de son cousin considérablement plus âgé. De retour de sa deuxième expédition sibérienne, Karl et Sophie se marient en 1882.
Après le mariage, le couple ducal a acquis un château isolé à Syrgenstein du XIIe siècle. Le roi de Bavière accorde alors la permission d'utiliser le titre de comte de Waldburg-Syrgenstein au lieu de Waldburg-Zeil.
Le mariage est resté sans enfant et s'est terminé après seulement huit ans avec la mort du comte de Waldburg-Zeil au château de Syrgenstein près de Maria Thann dans la commune de Heimenkirch. Sa tombe se trouve dans le cimetière du village forestier de Maria-Thann, un faubourg de Hergatz dans le Westallgäu (de).